# Çukurova

La Çukurova si estende alle province di Mersin, Adana, Osmaniye e Hatay.

La Çukurova (pronuncia turca: [tʃuˈkuɾova] ) o Pianura cilicia (Cilicia Pedias nell'antichità), è una vasta pianura fertile nella regione della Cilicia, nella Turchia meridionale. La pianura si estende alla provincia più orientale di Mersin, alla provincia meridionale e centrale di Adana, alla provincia occidentale di Osmaniye e alla provincia nord-occidentale di Hatay.

## Etimologia
Çukurova è composta delle parole turche çukur "vuoto, depressione" e ova "pianure". Il più antico uso registrato del nome in turco può essere fatto risalire all'opera della fine del XV secolo di Tevârîh-i Âl-i Osman. L'area è stata anche documentata da un registro ottomano datato al 1530 come Zulkadriye.

## Storia
La storia della regione risale a oltre 6 000 anni. La presenza armena in Cilicia risale al I secolo a.C., quando sotto Tigrane il Grande, il Regno d'Armenia si espanse per un breve tempo e conquistò una vasta regione del Levante. Nell'83 a.C., l'aristocrazia greca della Siria seleucide, indebolita da una sanguinosa guerra civile, offrì la propria fedeltà all'ambizioso re armeno. Durante gli imperi romano e bizantino, la capitale della provincia di Cilicia era l'importante porto di Tarso, dove Marco Antonio incontrò Cleopatra, e luogo di nascita di Paolo Apostolo e Teodoro di Tarso, tra gli altri importanti missionari.
La regione divenne un primo campo di battaglia tra le forze musulmane e cristiane durante la conquista musulmana del Levante, quando fu conquistata nell'VIII secolo e rimase parte del califfato abbaside fino alla riconquista delle forze bizantine nel 962. Poco dopo, nel 1080, Ruben fondò il Regno armeno di Cilicia.
Quando i turchi selgiuchidi conquistarono la regione nel XII secolo, molti turkmeni, compresi i clan Oğuz di Yureğir, Afshari e Chepni si stabilirono nelle parti settentrionali della regione sotto la direzione dei Ramazanidi. Coloro che preservarono lo stile di vita nomade erano chiamati Yörük. A partire dal XVIII secolo, l'Impero ottomano perseguì una politica volta a stabilire queste popolazioni in insediamenti permanenti; il processo fu più o meno completo nell'Ottocento, sebbene avesse comportato molte difficoltà e molte tensioni.
Tra la Convenzione di Kütahya del 1832 che lasciò i guadagni territoriali acquisiti da Ibrahim Pasha d'Egitto alla sua amministrazione, fino alla Conferenza di Londra del 1841 convocata per risolvere la questione, la Çukurova rimase sotto il dominio del Chedivato d'Egitto. Sebbene il periodo del dominio egiziano, motivato dalla perenne necessità dell'Egitto, di legname per la marina, fosse relativamente breve, lasciò segni importanti in aree come l'introduzione della produzione di cotone su scala industriale e di nuovi arrivi nel tessuto della popolazione della regione.
Nel 1869, il Vilayet di Adana (provincia di Adana) fu incorporato dopo la scissione della provincia di Aleppo. I confini del Vilayet di Adana sono simili all'odierna regione della Çukurova.
In questo periodo iniziò anche lo sviluppo di Mersin come porto principale. Di conseguenza, le città della regione divennero importanti centri di commercio, agricoltura e industria. Oggi Adana è la quinta città più grande della Turchia e un centro vitale di molti prodotti agricoli come il cotone.

## Geografia
Storicamente, la regione era conosciuta come Kizzuwatna dagli Ittiti ed era divisa in due parti, Uru Adaniya (Cilicia piatta) e Cilicia occidentale (Tarza), nota anche come Cilicia montuosa. I valichi che consentono il passaggio dalla Çukurova all'altopiano dell'Anatolia centrale attraverso le montagne del Tauro, sono le cosiddette porte della Cilicia dell'antichità, che oggi si chiamano Passo Gülek. Il passo Belen che collega la regione a sud-est (al moderno distretto di Dörtyol nella provincia di Hatay) e il passo Sertavul costituiscono altri importanti punti di passaggio. La regione è inclusa nella regione mediterranea della Turchia e confina con l'Anatolia centrale (la Cappadocia storica) a nord e l'Anatolia sud-orientale a est.

### Risorse naturali

#### Agricoltura
La pianura della Çukurova ha alcuni dei terreni più fertili al mondo in cui si possono effettuare tre raccolti all'anno. La regione ha la seconda flora più ricca del mondo ed è la produttrice di tutti i prodotti agricoli della Turchia ad eccezione di nocciole e tabacco. La Çukurova guida la Turchia nella raccolta di soia, arachidi e mais ed è un importante produttrice di frutta e verdura. La metà delle esportazioni di agrumi della Turchia proviene dalla Çukurova. Anamur è l'unica area subtropicale della Turchia dove è possibile raccogliere banane, mango, kiwi e altri prodotti subtropicali.
La Çukurova è la seconda area più grande nella produzione di miele in Turchia dopo la regione di Muğla- Aydın. Samandağ, Yumurtalık, Karataş e Bozyazı sono alcune delle città della regione in cui la pesca è la principale fonte di reddito. Triglie, spigole, calamari e orate sono alcuni dei pesci più apprezzati della regione. Ci sono aziende di acquacoltura nei laghi Akyatan, Akyağan, Yumurtalık e nel Seyhan Reservoir. Sebbene non siano comuni come altre forme di agricoltura, in tutta la regione vengono prodotti anche latticini e bestiame.

#### Estrazione
- Lo zinco e il piombo: la cucitura a Kozan - Horzum è la fonte principale.
- Il cromo si trova intorno ad Aladağlar.
- Le risorse di barite sono intorno a Mersin e Adana.
- Il ferro si trova intorno a Feke e Saimbeyli.
- le miniere di asbesto si trovano principalmente nella provincia di Hatay.
- Le riserve di calcare sono molto ricche di Çukurova. La regione ospita quattro stabilimenti per la produzione di calce.
- le risorse di pomice sono le più ricche della Turchia. Il 14% delle riserve del paese si trova in Çukurova.

### Parchi e aree protette
Il lago di Akyatan è un grande rifugio per la fauna selvatica che funge da scalo per gli uccelli migratori che viaggiano dall'Africa all'Europa. Il rifugio della fauna selvatica ha un'area di 14 700 ettari (36 000 acri) composta da foreste, lagune, paludi, terre sabbiose e canne. Il lago di Akyatan presenta piante endemiche e specie di uccelli in via di estinzione che vivono in esso insieme ad altre specie di piante e animali. 250 specie di uccelli sono state osservate durante uno studio nel 1990. L'area di conservazione si trova a 30 km a sud di Adana, vicino a Tuzla.
La Riserva Naturale di Yumurtalık copre un'area di 16 430 ettari all'interno del delta Seyhan-Ceyhan, con i suoi laghi, lagune e un'ampia collezione di specie animali e vegetali. L'area è un luogo importante per molte specie di uccelli migratori, il cui numero aumenta durante gli inverni quando i laghi diventano un rifugio quando gli altri laghi più a nord gelano.
Il Parco Nazionale Karatepe-Aslantaş è posto sulla riva occidentale del fiume Ceyhan nella provincia di Osmaniye. Il parco include la fortezza di Karatepe Hittite e un museo a cielo aperto.
La Riserva naturale di Tekköz-Kengerlidüz, situata a 30 km a nord di Dörtyol, è nota per avere un ecosistema diverso dal Mediterraneo. Le principali specie di alberi intorno a Kengerliduz sono il faggio, la quercia e l'abete, e intorno a Tekkoz sono il carpino, il frassino, la spiaggia, il pino nero e la betulla argentata. Le principali specie animali presenti nella zona sono la capra selvatica, il capriolo, l'orso, la iena, il gatto selvatico, il lupo, lo sciacallo e la volpe.

## Çukurova nella cultura popolare
Culturalmente, la vita e le difficoltà affrontate dalla gente comune di Çukurova sono state portate sullo schermo da molti registi turchi tra cui Yılmaz Güney, specialmente nella sua opera del 1970 Umut (La speranza). In riferimento alla Çukurova lo scrittore Yaşar Kemal ha dato alla regione dimensioni leggendarie. Çukurova è inoltre conosciuta per essere lo sfondo della serie televisiva turca “Terra Amara” (Bir zamanlar Çukurova).